# Rye (East Sussex)
Rye ist eine Kleinstadt und ein Civil Parish in der Grafschaft East Sussex im Südosten Großbritanniens und gehört zum Distrikt Rother. Sie hat heute etwa 4600 Einwohner. Rye liegt heute circa 3,2 km vom Meer entfernt. Die Stadt liegt an dem Zusammenfluss von River Breede, River Tillingham und River Rother. Rye ist über die A259 mit Eastbourne nach Südwesten und Folkestone nach Nordosten etwa äquidistant verbunden. Die nächstgelegenen Ortschaften sind Hastings und New Romney. Direkt benachbart ist die Wallard Marsh als Teil der Romney Marsh.
Heute ist Rye eine viel besuchte Touristenattraktion mit einem technischen Denkmal in Form einer der ältesten noch funktionstauglichen Kirchturmuhren. Die Stadt konnte sich ihren mittelalterlichen Charakter bewahren.

## Geschichte
Im Domesday Book wird 1086 ein Sitz mit manor unter dem Namen Rameslie erwähnt, der auf eine vorbestehende angelsächsische Siedlung schließen lässt, dabei aber möglicherweise eine größere Fläche umfasste, als das heutige Rye. Die Existenz einer römischen Siedlung an dieser Stelle wird nicht angenommen. Eine Quelle von 1005 erwähnt eine Lokalität namens Rammeslege, die als die im Domesday Book erwähnte Siedlung gesehen wird, ohne dass der unumstrittene Nachweis erbracht werden kann. Diese Lokalität befand sich schon vor der normannischen Invasion bis 1247 als königliches Lehen in den Händen der Abtei Fécamp. Es wird davon ausgegangen, dass Fischerei, Salzgewinnung und Handel zu dieser Zeit bedeutende Wirtschaftszweige waren. Auch Töpferei wurde in Rye intensiv betrieben.
Die Stadt gehörte einst zum Städtebündnis der fünf englischen Kanalhäfen (Cinque Ports). Der Ort wurde im Laufe der Geschichte oft angegriffen und zerstört, wobei der letzte Angriff im Jahre 1377 durch die Franzosen am heftigsten war. Die Kirche St Mary's wurde schwer beschädigt, zahlreiche Einwohner kamen zu Tode und nur ein Haus soll den Brand überstanden haben. Dies gab Anlass zu umfangreichen fortifikatorischen Bemühungen. Übergriffe durch Piraten werden bis zum 16. Jahrhundert berichtet. Das erste Augustinerkloster wurde durch einen Bergsturz an dem östlichen Kliff  im 15. Jahrhundert zerstört und wurde an anderer Stelle wiedererrichtet. Im Zuge der Reformation erlebte Rye eine Einwanderungswelle von Hugenotten. Im 18. Jahrhundert übten zahlreiche Schmuggler in Rye ihr illegales Geschäft aus und betrieben dies aus teilweise bandenmäßig organisiert, so dass ein erheblicher Aufwand an Bekämpfungsmaßnahmen erforderlich und nicht in allen Fällen erfolgreich war. Ein der Ursachen war wohl auch eine zunehmende Armut auch der Landbevölkerung. Im Ersten Weltkrieg wurde das ehemalige Augustinerkloster in ein Lazarett verwandelt. Im Zweiten Weltkrieg wurde auch Rye von Bomben getroffen und beschädigt, wobei es auch zu Todesfällen bei Zivilisten kam.

## Verlandung der Häfen
Ursprünglich hatten Rye und Old Winchelsea Zugang zum Meer, wobei Winchelsea die günstigere Lage hatte. Allerdings ereigneten sich im 13. Jahrhundert zahlreiche Sturmfluten, die die Ortschaft Old Winchelsea zerstörten, was auch mit zahlreichen Toten einherging. Das heutige Winchelsea wurde infolge dieser Ereignisse an anderer Stelle neu gegründet. Allerdings profitierte anfangs Rye von dieser Situation und wurde die führende Hafenstadt, da die Mündung des Breede durch die Sturmfluten aufgeweitet worden war und schiffbar war. Künstliche  und natürliche Änderungen der Flussläufe und Trockenlegungen des Marschlandes führten zu einem Absinken der Flusspegel. Mit der Verlandung des Hafenbeckens von Winchelsea begann dort der wirtschaftliche Niedergang, was im 16. Jahrhundert zu einer Aufgabe des Hafens führte. Gleichzeitig verlagerte sich durch Sedimentation die Küstenlinie immer weiter in das Meer hinein, so dass auch im 19. Jahrhundert der Hafen von Rye unbrauchbar wurde. Wegen der Verschiebung der Küstenlinie wurde auch die in unmittelbarer Nähe befindliche Befestigungsanlage Camber Castle als Küstenverteidigung überflüssig.

## Sehenswürdigkeiten
- Parish Church St. Mary: Die im 12. Jahrhundert erbaute Kirche erfuhr im Laufe der Zeit mehrere Um- und Anbauten und zeigt heute eine Mischung aus Norman-, Early-English-, Decorated- und Modern-Stil. Die Turmuhr wurde 1560 in Winchelsea gefertigt und soll die älteste im ganzen Land sein. Über dem Zifferblatt stehen zu beiden Seiten einer Gedenktafel die so genannten „Quarter Boys“, die mit ihren Glockenschlägen die Viertelstunde anzeigen. Der aus Mahagoni geschnitzte Altar entstand im 18. Jahrhundert, ebenso der Lüster (Leuchter) im Chor. Aus dem 19. Jahrhundert stammen der Taufstein und ein Teil der schönen Fenster.[4]
- Ypres Tower: Die Anlage wurde auf Befehl aus dem Jahr 1249 von Heinrich III. errichtet und war für ein halbes Jahrhundert die einzige Befestigungsanlage von Rye. Die mächtige quadratische Anlage mit den drei halbrunden Ecktürmen und einem frei stehenden, kleineren Zinnenturm aus dem 19. Jahrhundert  wurde aber dann im späteren Verlaufe des 13./14. Jahrhunderts in eine Stadtbefestigung eingegliedert. Sie wurde  im 16. Jahrhundert durch die Behörden übernommen und diente lange als Gefängnis. Er erhielt 1928 seine heutige Form und dient seitdem als Museum mit Ausstellungsstücken zur Geschichte der fünf Kanalhäfen. Zudem wurde in die Anlage eine Rekonstruktion eines mittelalterlichen Gartens integriert.[5] Im umliegenden Canon Garden standen einst die Kanonen des Hafenortes, durch seine Lage ermöglicht er einen weiten Ausblick auf das Umland.[3]
- Die Mermaid Street ist das bekannteste Beispiel für die zahlreichen kopfsteingepflasterten Straßen.
- Das Mermaid Inn war einst ein Schmugglertreffpunkt und hat bis heute das Gesicht eines Hauses aus dem 15.–17. Jahrhundert bewahrt. Gegenüber liegt das in derselben Zeit erbaute „House Opposite“, das so heißt, weil viele es fälschlicherweise für das „Mermaid Inn“ hielten und von den Bewohnern dorthin verwiesen wurden.
- Das Lamb House in der West Street war in den Jahren 1898–1916 der Alterswohnsitz des US-amerikanischen Schriftstellers Henry James. Später lebte hier der englische Erzähler E. F. Benson, der 1934–1937 auch Bürgermeister des Ortes war.
- Landgate: das letzte noch erhaltene Stadttor aus dem 13. Jahrhundert.
- In einem ehemaligen Augustinerkloster ist heute eine der zahlreichen Töpfereien des Ortes untergebracht.

## Legenden und Folklore
Um die Stadt und ihre Umgebung haben sich zahlreiche Legenden und Sagen herausgebildet. Es gibt zahlreiche Geistergeschichten und Sagen um Schmuggler und andere kriminelle Handlungen. Heimatforscher vermuten, dass viele der Geistergeschichten von Schmugglern selbst verbreitet wurden, um die Bevölkerung daran zu hindern, nachts auf die Straße zu gehen und sie bei ihren illegalen Tätigkeiten zu beobachten.

## Verkehr
Gegen Ende des 18. Jahrhunderts wurde Rye an das Straßennetz des Turnpike Trust angeschlossen. Eine dieser Straßen, die Flimwell Turnpike, führte nach London, die zweite verlief von Hastings aus ostwärts durch die Stadt. Diese beiden Straßen sind heute die A268 und die A259.

## Galerie

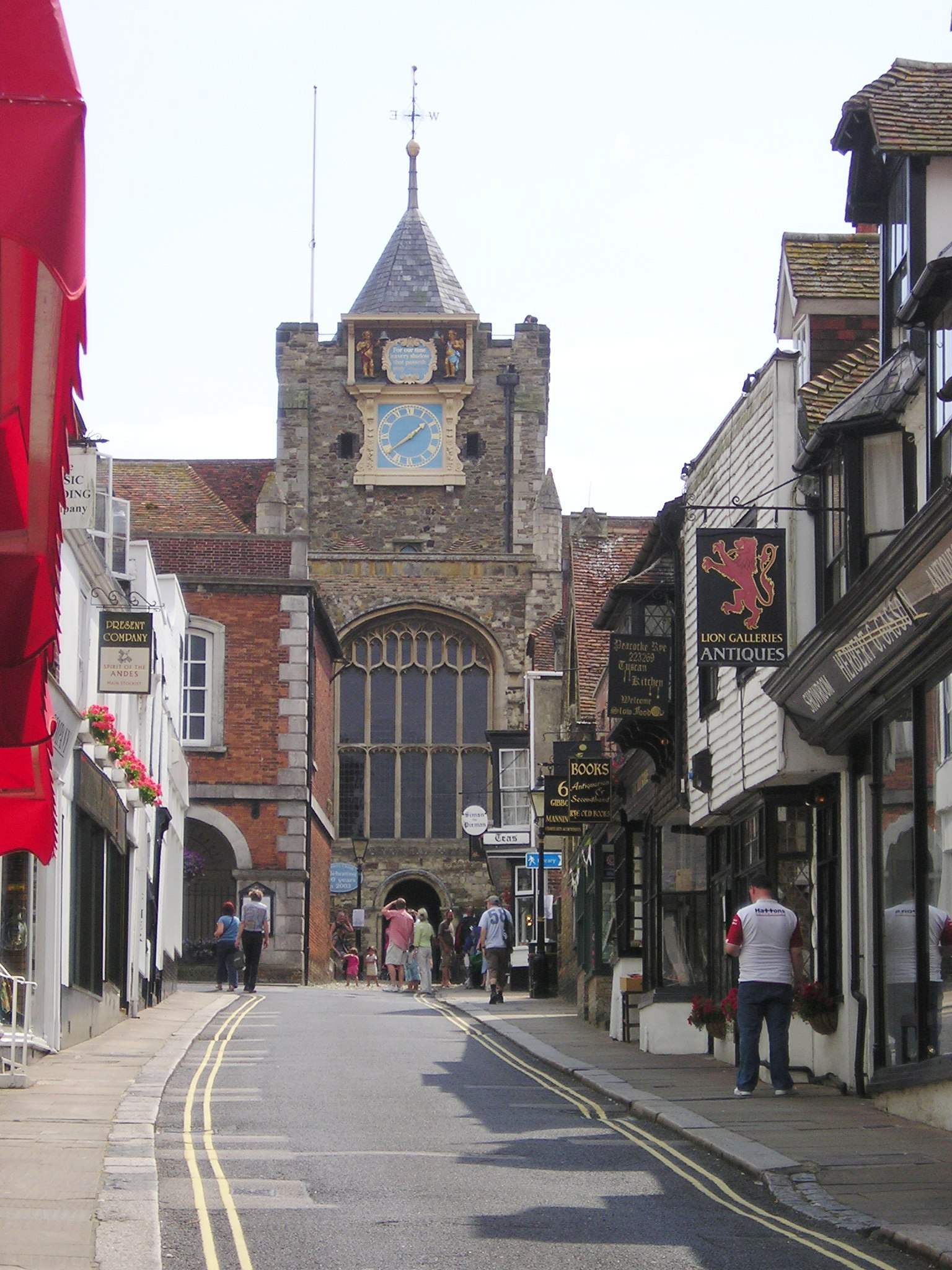
St Mary’s Church mit Turmuhr
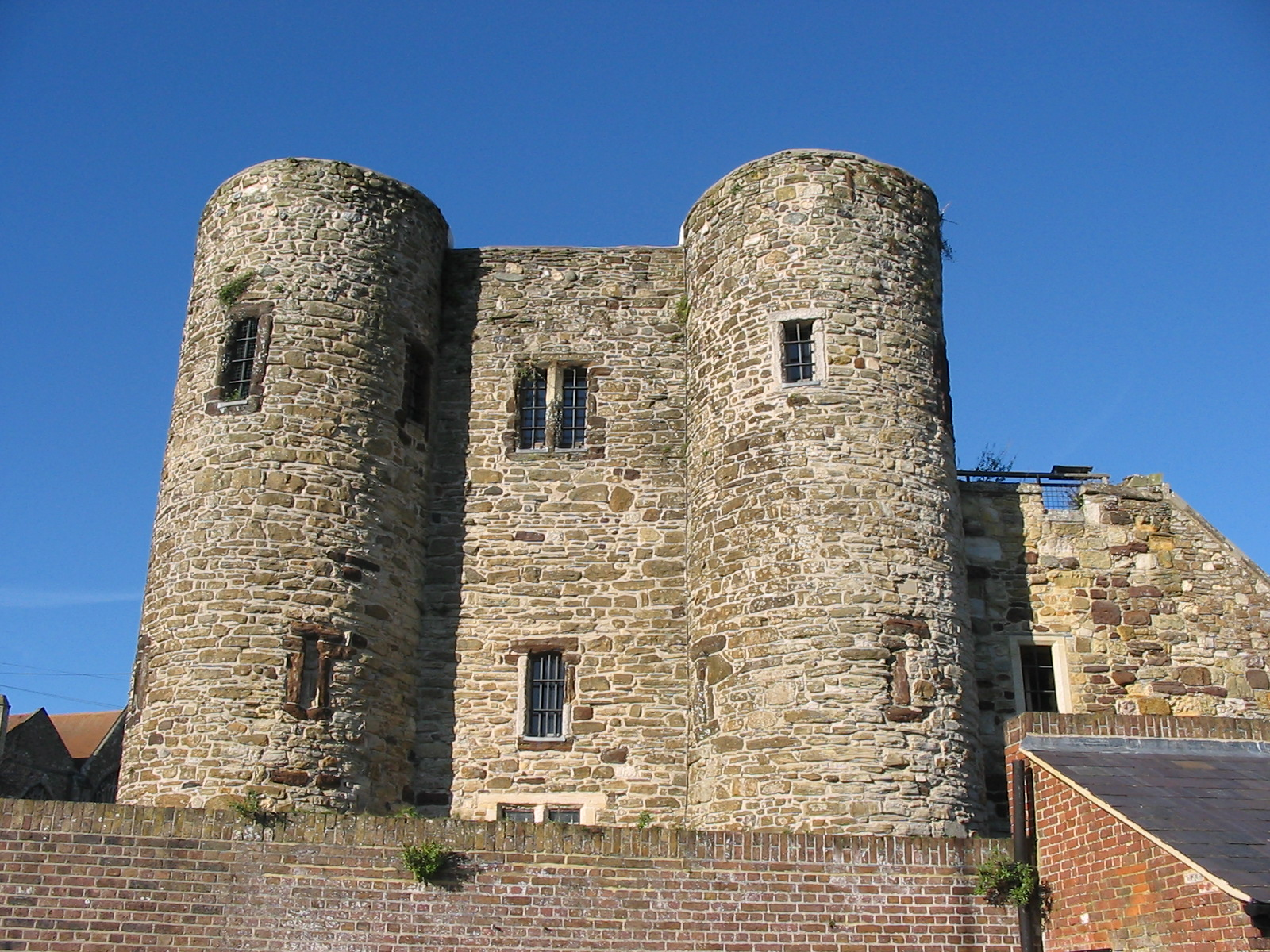
Der Ypres Tower im Detail
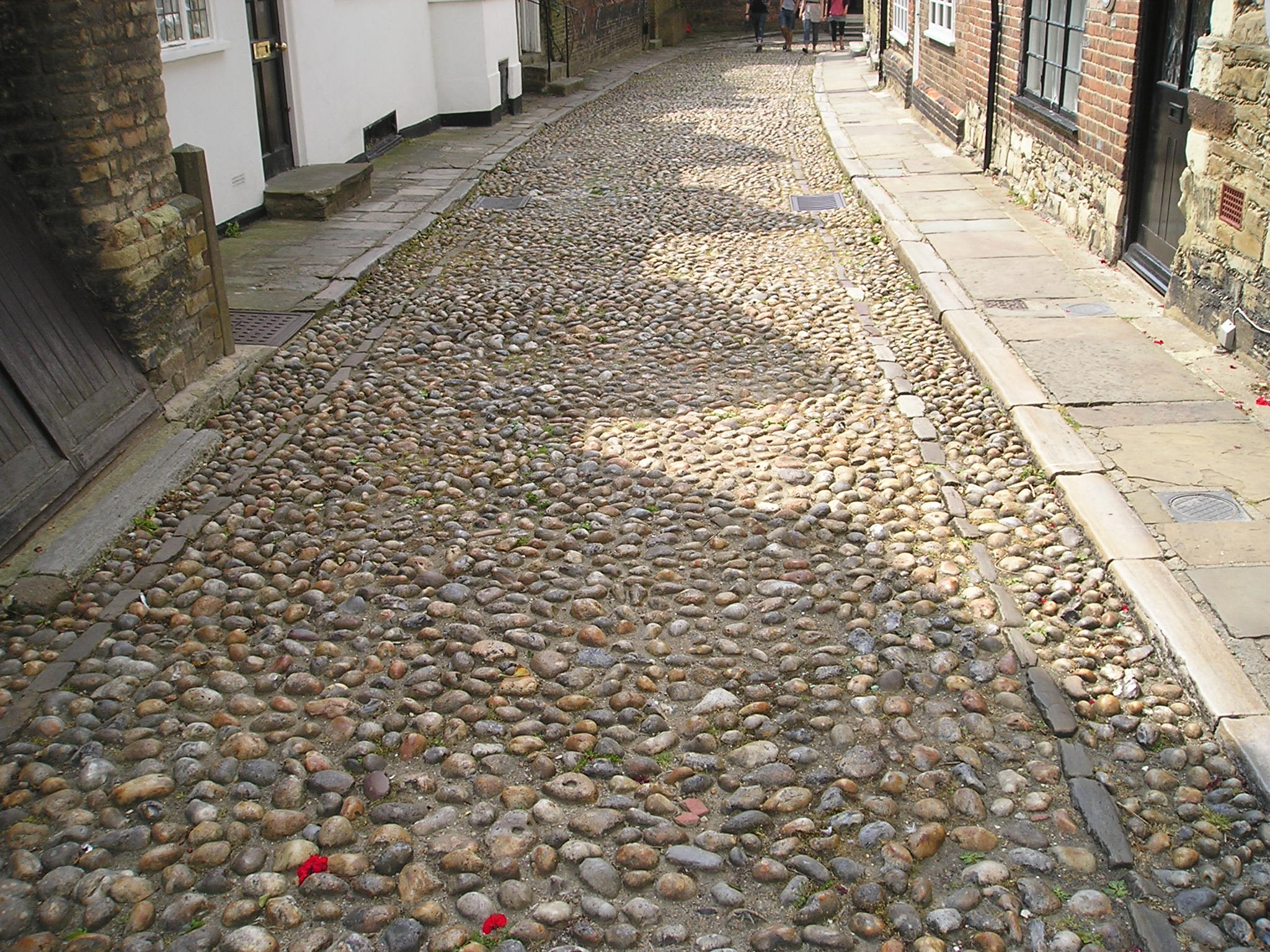
Kopfsteinpflaster in Rye

## Persönlichkeiten
- Viola Bayley (1911-1997), Jugendbuchautorin von Abenteuer- und Kriminalgeschichten[8]
- Terence Alan „Spike“ Milligan (1918–2002), Komiker, Schriftsteller, Dichter, Schauspieler und Jazz-Musiker[9]

## Weiterführende Literatur
Umfangreiche Literaturrecherchen über die Geschichte der Stadt wurden bereits von der Dachorganisation der Kirchen von East Sussex vorgenommen, die diese auch veröffentlicht hat:
- J. Borrowman: Short Account of Rye Church, Sussex, SAC 50 (1907) pp20-40
- G. Draper et al: Rye – a History of a Sussex Cinque Port to 1660, Chichester, 2009
- W. E. Godfrey: Rye Church, AJ 116 pp253-54
- W. Holloway: History and Antiquities of Rye, 1847
- R.P Howgrave-Graham: Some Clocks and Jacks with Notes of the History of Horology, Arch 77 (1927) pp257-312
- G. Slade Butler: The Church of St Mary, Rye, SAC 22 (1870) pp124-33